# 博尔迪加主义

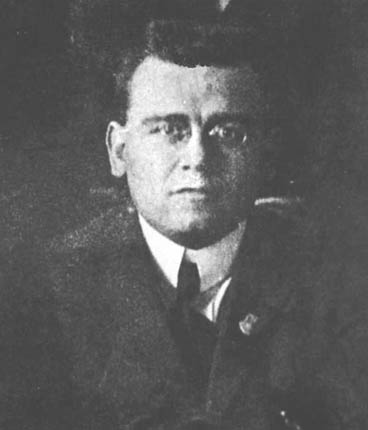
阿马迪奥·博尔迪加

博尔迪加主义（義大利語：Bordighismo）是马克思主义的一个流派，受意大利共产党创始人阿马迪奥·博尔迪加的启发，其特点是反对参加“资产阶级”议会和选举，从1930年代开始还批判苏联的社会主义模式，称其是“国家资本主义”。列宁在《共产主义运动中的“左派”幼稚病》一书中批评了博尔迪加的反议会立场。
许多被称为“博尔迪加主义”的政治传统是在没有博尔迪加参与的情况下发展起来的，博尔迪加于1926年被墨索里尼政权逮捕，即使在获释后，他也只致力于自己的专业活动（作为一名工程师和建筑师），直到1944年才回归政治行动。一方面，这导致了博尔迪加和一群打算回归1920年代最初制定的计划的追随者之间的决裂。另一方面，许多1930年代和1940年代的“博尔迪加主义者”打算将隐藏和流亡期间新发展的意识形态纳入博尔迪加主义中。最严格意义上的博尔迪加主义者（从1952年起继续追随博尔迪加的流派）被纳入国际共产党，目前分裂为几个互不统属的组织（其中大部分仍以“国际共产党”的名义活动）。